# Marselan
Il Marselan è un vitigno a bacca nera francese, incrocio tra il Cabernet-sauvignon ed il Grenache. È stato coltivato per la prima volta nel 1961 da Paul Truel vicino alla città francese di Marseillan, da cui il nome.
La vite è coltivata principalmente nella regione della Linguadoca, con qualche piantagione nella costa nord della California. L'uva produce, tipicamente, un vino rosso di medio corpo.
Insieme al Cabernet-sauvignon ed al Merlot, il Marselan è una delle uve piantate nel vigneto dimostrativo cino-francese, un progetto in collaborazione tra il governo cinese e francese volto a generare interesse nella produzione di vino in Cina tramite la dimostrazione pratica delle tecniche di coltivazione e di vinificazione delle uve che vengono usate in Francia.

## Storia
Il Marselan fu coltivato per la prima volta dall'ampelografo francese Paul Truel nel 1961 all'istituto nazionale della ricerca agronomica (INRA) come parte di una collaborazione con l'École nationale superieure agronomique de Montpellier per produrre varietà molto produttive con grandi acini di moderata qualità. Siccome il Marselan può produrre solo piccoli acini, questa varietà di uve fu abbandonata e considerata come non vantaggiosa per essere commercializzata.
Verso la fine del ventesimo secolo la tendenza della viticoltura a rivalutare varietà di uve con bassa produttività ma buona resistenza a malattie come l'oidio, incoraggiò l'INRA a riconsiderare l'uso del Marselan. L'uvaggio fu sottoposto all'approvazione per il rilascio commerciale ed entrò nel registro ufficiale delle varietà delle viti nel 1990.
Nel 2007 il nome Marselan fu approvato dall'Ufficio per le tasse ed il commercio dell'alcol ed il tabacco degli Stati Uniti (TTB) per essere usato sulle etichette di vino importate dagli Stati Uniti, il che permette alle bottiglie di vino etichettate come ricavate dal vitigno Marselan di poter essere vendute nel mercato nordamericano.
Il nome Marselan è preso dalla città della costa francese di Marseillan, situata tra Béziers e Montpellier, dove è situata la collezione di viti prive di fillossera del Domaine de Vassal. Il Domaine de Vassal è un sito gestito dall'INRA dove sono custoditi i vitigni padri del Marselan, il Cabernet-sauvignon ed il Grenache, che Truel usò nella sua prima coltivazione.

## Caratteristiche
Il Marselan tende a produrre grandi grappoli di acini di piccola dimensione che hanno una maturazione medio-tardiva. Ha una grande resistenza al fungo della Botrytis cinerea e all'oidio così come alla mancata fioritura ed agli acari.
Il Marselan è stato coltivato per combinare la finezza e la qualità del Cabernet-sauvignon al potenziale di colore, alla tolleranza al caldo e alla grande capacità produttiva del Grenache. Secondo le parole del critico Jancis Robinson, il Marselan tende a produrre un vino dal colore profondo e dall'aroma persistente con un tannino non aggressivo ed un buon potenziale di invecchiamento.

## Regioni
Fino al 2009 sono stati censiti 1356 ettari di Marselan piantati in Francia, principalmente nella regione della Linguadoca e a sud della valle del Rodano.
È usata principalmente per assemblaggi con altre uve, anche se alcuni esemplari di Marselan vinificato in purezza sono stati prodotti nella Linguadoca: il primo Marselan vinificato in purezza è stato prodotto nel 2002 a Carcassonne.
La prima vite di Marselan fu piantata in Spagna nel 1990 nella regione della Catalogna a cavallo dei Pirenei, dalla regione della Linguadoca-Rossiglione. Oggi si può trovare anche nelle regioni del Penedès e della Terra Alta.
Fuori dall'Europa, un vivaio californiano sito a Bakersfield vende esemplari di Marselan ai produttori di vino della California nella regione della costa nord. In Argentina, il Marselan fu introdotto nel 1998 e, fino al 2008, ne sono stati censiti 79 ettari piantati principalmente nella provincia di Mendoza. Nel 2007, in Brasile, sono stati censiti 24 ettari di viti.
Una collaborazione tra il governo francese ed il governo cinese ha portato il Marselan in Cina, dove è ora piantato nel vitigno dimostrativo cino-francese nella contea dello Huailai sita nelle propaggini nord occidentali della provincia dello Hebei, vicino ad una sezione della Grande Muraglia.